# 大石善吉
大石 善吉（おおいし ぜんきち、1889年（明治22年）12月5日 - 没年不明）は、日本の実業家、商人（肉商）、静岡県多額納税者。三笑亭本店、料理業。用宗遠洋漁業、静岡製氷冷蔵各取締役。静岡市食肉商組合長。旧姓・前田。

## 人物
静岡県・前田徳次郎の三男。大石乙次郎の養子となり父業を継ぐ。
貴族院多額納税者議員選挙の互選資格を有する。趣味は書画。宗教は浄土宗。住所は静岡県静岡市両替町4丁目。

## 家族
大石家
初代乙次郎は志太郡広幡村大字越後島の人で、市内新谷町大石家の養子となる。1895年（明治28年）、静岡市中心の両替町に店を構えた。
- 養父・乙次郎[8]（三笑亭店主、料理、牛鳥肉卸、小売[10]、静岡屠場取締役[11]、日本赤十字社特別社員[12]）
- 妻・さと（1896年 - ?、静岡、安田作兵衛の二女）[1][4]
- 長男・貞治[1]（1909年 - ?、三笑亭本店代表取締役社長）
  - 同妻・辰枝（1914年 - ?、東京、遠藤與吉の長女）[7]
- 二男[1]
- 長女[1]